# Trpeza (Glogovac)
Pour les articles homonymes, voir Trpeza.
Tërpezë en albanais et Trpeza en serbe latin (en serbe cyrillique : Трпеза) est une localité du Kosovo située dans la commune/municipalité de Gllogoc/Glogovac, district de Pristina (Kosovo) ou district de Kosovo (Serbie). Selon le recensement kosovar de 2011, elle compte 1 115 habitants, dont 1 114 albanais.
Selon le découpage administratif du Kosovo, la localité fait partie de la commune/municipalité de Malishevë/Mališevo, dans le district de Prizren.

## Démographie

### Évolution historique de la population dans la localité
| 1948 | 1953 | 1961 | 1971 | 1981  | 1991  | 2011  |
| ---- | ---- | ---- | ---- | ----- | ----- | ----- |
| 672  | 656  | 812  | 819  | 1 036 | 1 317 | 1 115 |

|  |